# Брукфілд (Нью-Джерсі)
Брукфілд (англ. Brookfield) — переписна місцевість (CDP) в США, в окрузі Воррен штату Нью-Джерсі. Населення — 727 осіб (2020).

## Географія
Брукфілд розташований за координатами 40°49′3″ пн. ш. 75°3′39″ зх. д. / 40.81750° пн. ш. 75.06083° зх. д. (40.817384, -75.060848).  За даними Бюро перепису населення США в 2010 році переписна місцевість мала площу 0,55 км², з яких 0,55 км² — суходіл та 0,00 км² — водойми.

## Демографія
Згідно з переписом 2010 року, у переписній місцевості мешкало 675 осіб у 448 домогосподарствах у складі 212 родин. Густота населення становила 1232 особи/км².  Було 502 помешкання (916/км²).
Расовий склад населення:
| - 98,1 % — білих - 0,7 % — чорних або афроамериканців - 0,3 % — азіатів - 0,1 % — вихідців з тихоокеанських островів |

До двох чи більше рас належало 0,3 %. Частка іспаномовних становила 1,2 % від усіх жителів.
За віковим діапазоном населення розподілялося таким чином: 0,0 % — особи молодші 18 років, 7,9 % — особи у віці 18—64 років, 92,1 % — особи у віці 65 років та старші. Медіана віку мешканця становила 75,9 року. На 100 осіб жіночої статі у переписній місцевості припадало 60,7 чоловіків;  на 100 жінок у віці від 18 років та старших — 60,7 чоловіків також старших 18 років.
Середній дохід на одне домашнє господарство  становив 42 120 доларів США (медіана — 33 935), а середній дохід на одну сім'ю — 61 392 долари (медіана — 50 972). 
Цивільне працевлаштоване населення становило 44 особи. Основні галузі зайнятості: науковці, спеціалісти, менеджери — 34,1 %, будівництво — 34,1 %, освіта, охорона здоров'я та соціальна допомога — 31,8 %.